# النهاية بالدموع
النهاية بالدموع هي رواية بوليسية للكاتبة الإنجليزية روث رندل، نُشرت سنة 2005 وهي الرواية العشرون في سلسلتها الشهيرة المفتش ويكسفورد.

## الملخص
في يونيو الماضي، حاول شخص مقنع قتل الأم أمبر مارشالسون البالغة من العمر 18 عامًا عن طريق إلقاء كتلة من الخرسانة على سيارتها من جسر علوي على حركة المرور في إحدى الليالي المظلمة،. أدى الحادث الناتج إلى وفاة سائق السيارة بشكل خاطئ. وسرعان ما يصحح القاتل خطأه، ويجد المفتش ويكسفورد نفسه تحت هجوم الصحافة المحلية بسبب أساليبه الشرطية "القديمة". في هذه الأثناء، تأخذ العلاقة الصعبة التي تجمعه مع ابنته سيلفيا أبعادًا جديدة، حيث تجعله القضية يفكر في الاحتمال الرهيب لفقدان طفل…

## الاستقبال
استقبلت الرواية استقبالا جيدا من قبل النقاد، وفي عام 2007 حصلت على ترشيح لجائزة رواية الجريمة القديمة في ثيكستون لهذا العام.